# Juan Antonio Dimas

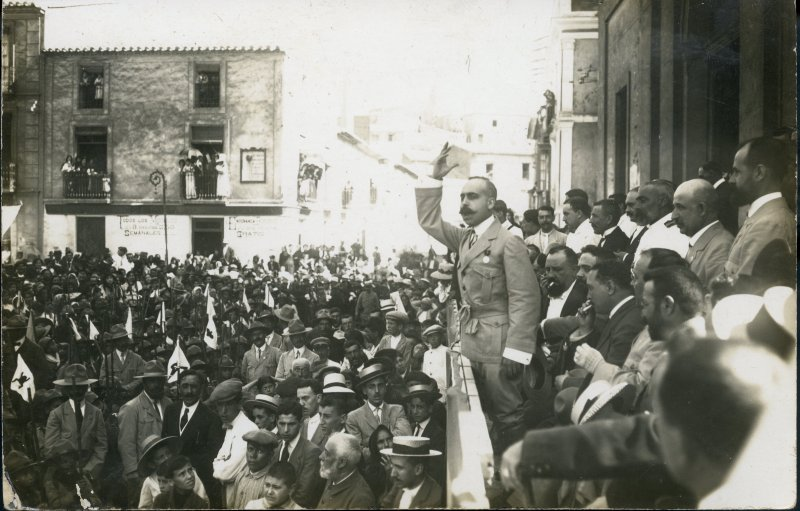
Juan Antonio Dimas, con uniforme de explorador, acompañado de otras autoridades locales, se dirige desde la portada de Iglesia de San José a la multitud congregada, en la entonces Plaza de la Constitución de Águilas, Murcia (1925).

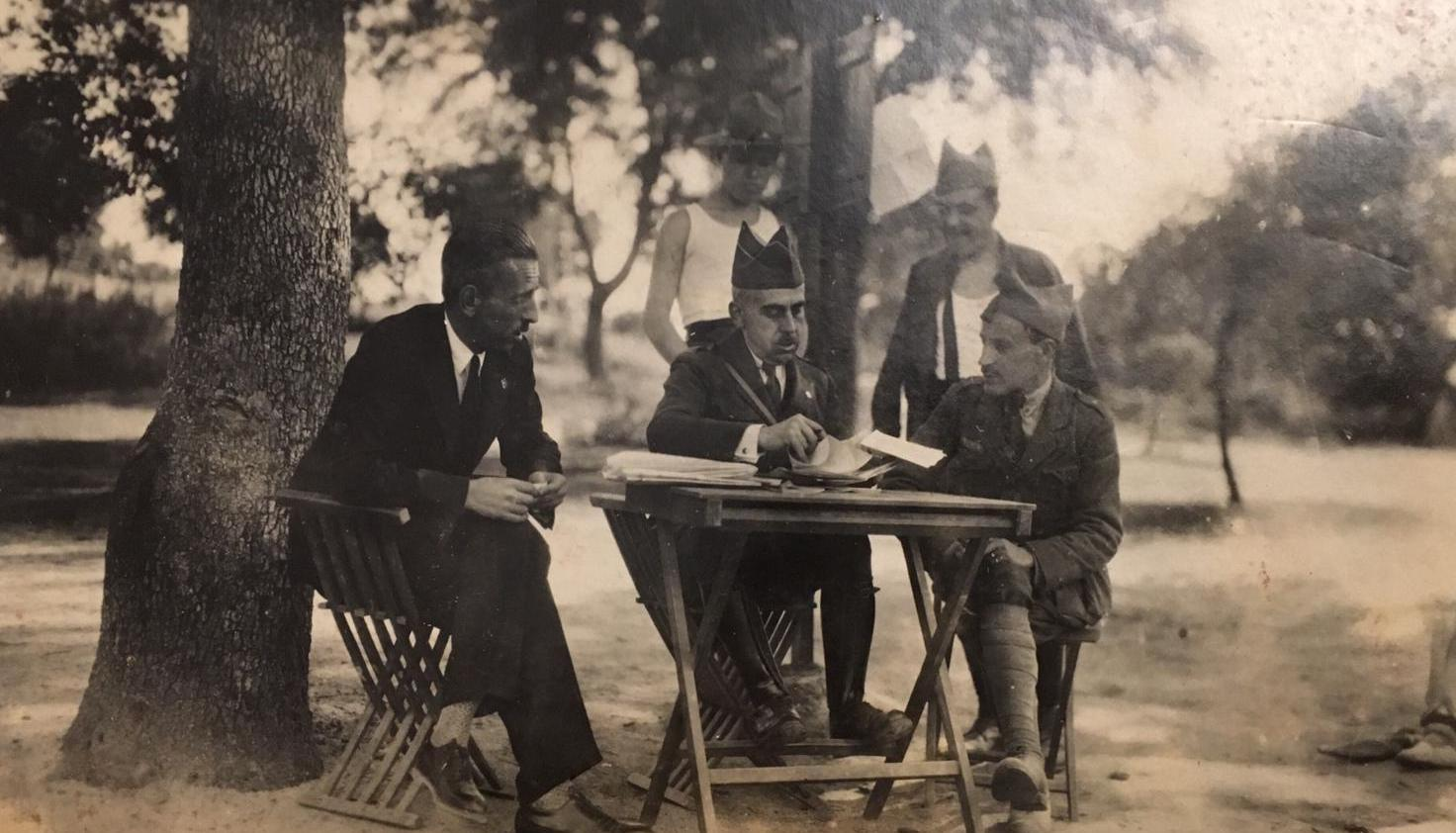
Dimas clasificando en un concurso de exploradores en El Pardo. A la izquierda Carlos Cifuentes Rodríguez (c. 1926).

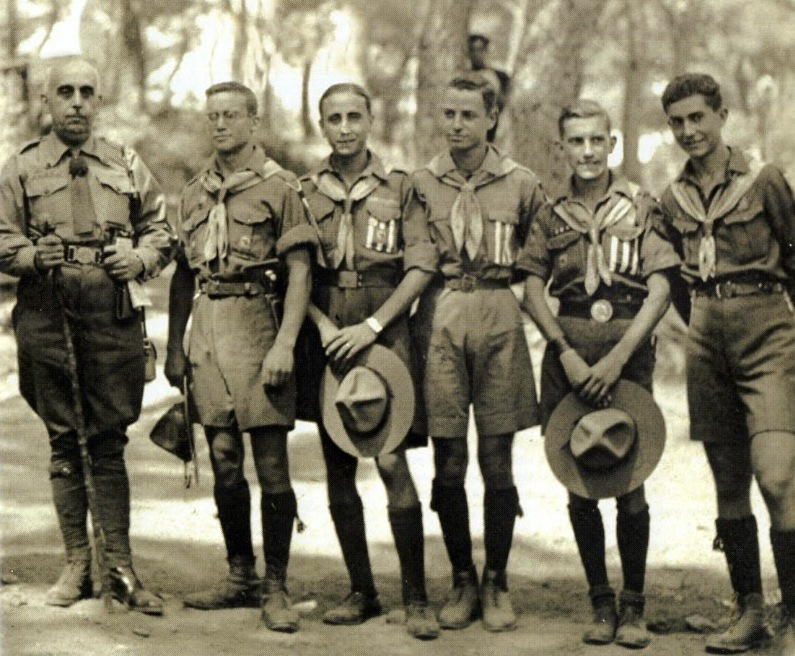
Lobo Gris (a la izquierda), con algunos miembros del Clan Gacelas, compuesto por guías de patrulla, en el XIX Campamento de Sierra Espuña (1935).

Juan Antonio Dimas Hernández (1880 - 1945), nacido en Lorca (Murcia), fue un profesor, pedagogo  y abogado español del Tribunal Tutelar de Menores (delegado de libertad vigilada) en Madrid. Ingresó en la Tropa de Águilas de los Exploradores de España en 1914 y desde entonces se consideró un entusiasta del escultismo como método educativo; Dimas (conocido en el ámbito escultista como «Lobo Gris») fue el primero en hablar de «pedagogía del escultismo» en España.
Es autor de numerosas obras literarias (canciones, cuentos, teatro entre otros, poesía, novela), y fue un prolífico articulista, conferenciante y exigente ordenancista, autor de reglamentos, normas e instrucciones para los exploradores de Madrid.
Escribió en la revista Vida aguileña y fue presidente del Ateneo de Águilas, fundado por los lorquinos en 1913. También era colaborador habitual en El Liberal de Murcia.
En 1914 también funda la tropa de exploradores de Lorca. El 16 de noviembre de 1917, Miguel de Unamuno escribió un artículo en Nuevo Mundo titulado «Juego Limpio» donde criticaba la función pedagógica de los boy scouts por, según él, su carácter artificioso y, al tiempo, proponía el foot ball por espontáneo, libre y menos intervenido, que mereció una airada respuesta de Dimas el 19 de noviembre.
En 1919 traslada su residencia a Madrid y el 2 de diciembre fue ganador del concurso de catecismos patrióticos que organizaba la institución en varias ocasiones, como parte del nacionalismo neo-conservador que sustentaban los exploradores.
En 1920 se le nombra jefe de la tropa de Madrid, y ese mismo año participó como jefe de contingente de cincuenta exploradores en el jamboree mundial de Olympia (Gran Bretaña).
Fue el introductor del lobatismo (escultismo para los más pequeños) en 1922 y del roverismo (escultismo para los muchachos mayores) en 1924. También en 1924 escribe la letra del himno «Hacia el sol» con música del compositor Pedro Muñoz Pedrera (1865-1925); el himno fue adoptado por las tropas de exploradores como canción de marcha. Junto con Severo Montalvo Córdoba tradujeron al español la obra escultista sistema de patrullas de Roland Philipps.
Recibió el «Lobo de Plata», máxima recompensa de los boy scouts españoles, el 19 de abril de 1925 que le fue impuesta por el mismo rey Alfonso XIII. El 1 de febrero de 1929 recibe la Llave de Gentilhombre de S.M. Alfonso XIII.
De 1930 a 1931 Isidoro de la Cierva y Peñafiel fue elegido comisario general, y Juan Antonio Dimas comisario general suplente. En 1932, según nuevos estatutos institucionales, fue uno de los cinco comisarios generales de los exploradores, y en octubre de ese mismo año elegido el primer jefe scout nacional, a sugerencia del fundador del movimiento Robert Baden-Powell.
De 1930 a 1936 fue director de la revista La Patrulla, que se imprimía en Cuenca, un boletín informativo «de carácter escultista y de educación física y patriótica de la juventud, inspirada por los Exploradores de España».
En junio de 1939, Dimas todavía guardaba una esperanza de regular la situación de los exploradores tras la guerra civil española, como se manifiesta en un escrito dirigido a la Oficina Internacional Scout de Londres:

<..>nuestra asociación española no ha sido objeto de ninguna medida de disolución legal <..> la suspensión de actividades a que necesariamente se han visto obligadas la mayoría de nuestras agrupaciones, ha sido y es consecuencia natural de la tremenda guerra sostenida para defensa de España y de la civilización <..> pero tenemos la esperanza de que podremos colaborar a los fines del Estado para contribuir en cuanto podamos a la grandeza de nuestra Patria.

Tras el decreto ministerial de fecha 22 de abril de 1940, Orden Circular número 9 de la Gobernación, que suspendía de actividades a los Exploradores de España, Dimas dimitió y se retiró del escultismo definitivamente. No obstante, el día de San Jorge (23 de abril) de ese mismo año, Baden-Powell le concedía el Lobo de Plata de la asociación scout británica «en recompensa por los servicios prestados al movimiento scout». Por lo tanto, se considera a Dimas el único dirigente scout que recibió dos «Lobos de Plata» en la historia del escultismo español. Murió el 21 de diciembre de 1945.
Juan Antonio Dimas tiene dedicada una calle en el municipio de Lorca por su amplia trayectoria en favor de la juventud local.
El 16 de marzo de 2014 se inauguró el Museo Scout Juan Antonio Dimas en la ciudad de Lorca, con presencia del alcalde de la ciudad Francisco Jódar, coincidiendo con la declaración pública municipal «Lorca, Ciudad Scout» acordada en sesión plenaria por unanimidad el 24 de febrero de ese mismo año.

## Obras como autor
- Cuentos escultistas (12 cuentos para boy-scouts)
- Tribunales escultistas (proyecto de tribunales para niños)
- Sycophópolis
- Cervantes y el Centenario del Quijote (1915)[20]
- El Explorador es limpio (Conferencia)
- Redención (comedia en tres actos y en prosa)
- Hacia el Sol (comedia en tres actos y un prólogo)
- La Novela de ahora (comedia en un acto)
- Donde no pasa nada (comedia en un acto)
- Aurora (zarzuela en un acto)
- Tántalo (novela)
- La promesa y el código de los Exploradores de España
- Lo que debe ser, hacer, y saber el lobato (Exploradores de España, 1935)

## Galería

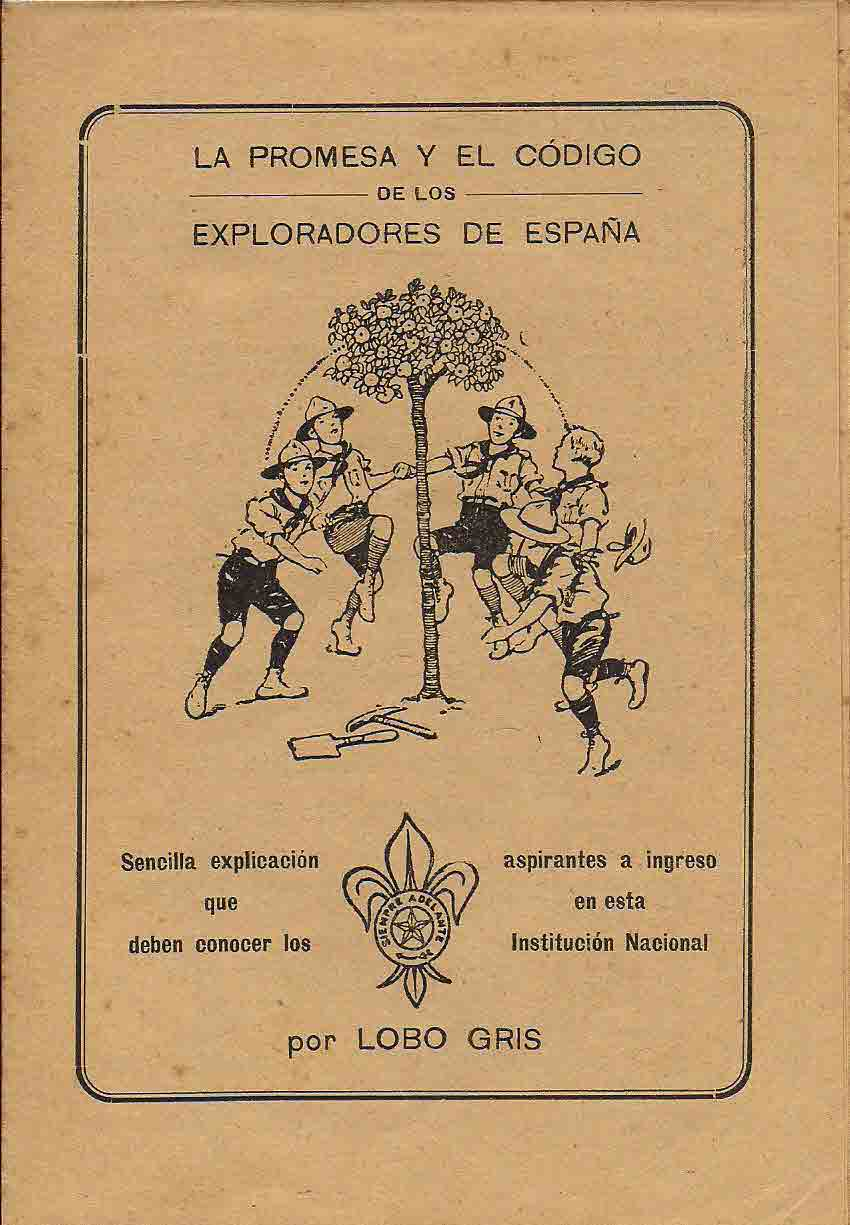
Cuadernillo sobre la Promesa y el Código de los Exploradores de España, obra de Lobo Gris.
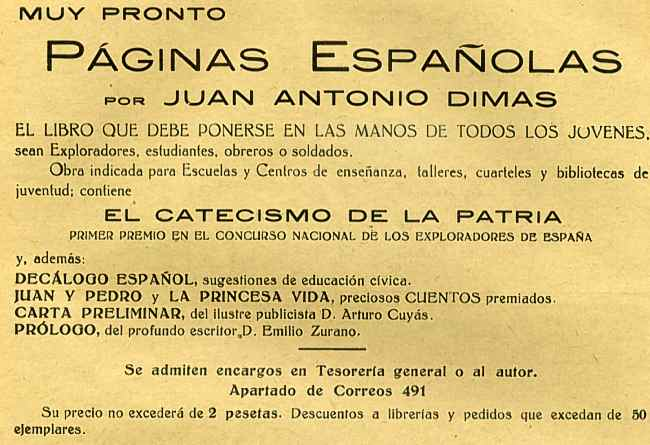
Anuncio publicitario sobre la obra de Juan Antonio Dimas, «Páginas Españolas.»
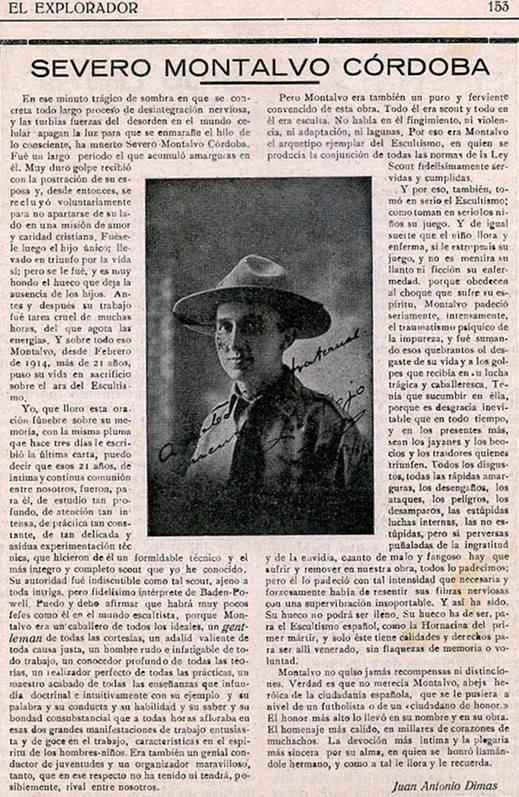
Obituario escrito por Juan Antonio Dimas, tras la trágica muerte de Severo Montalvo Córdoba.
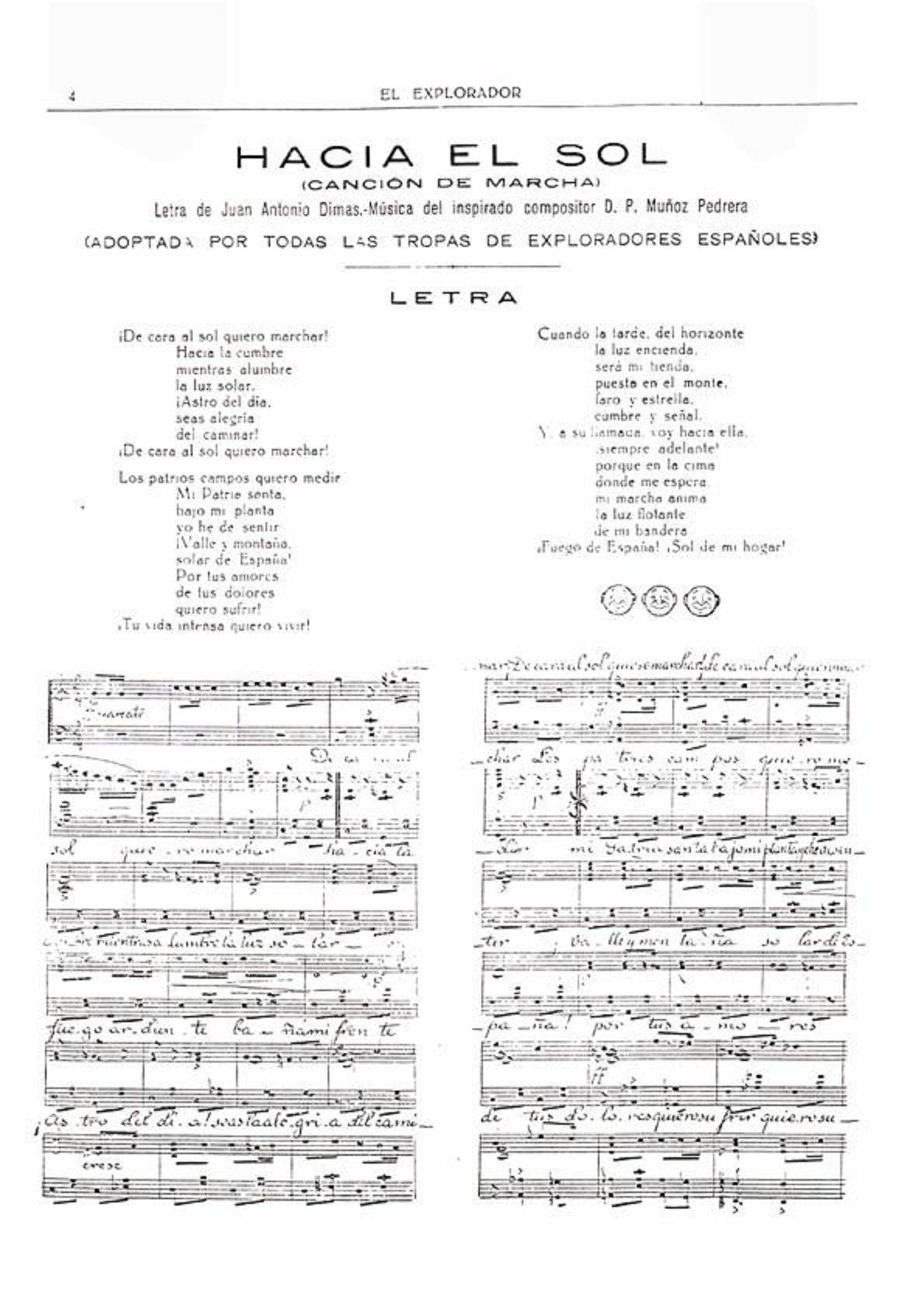
Partitura y letra del himno Hacia el Sol (1924).
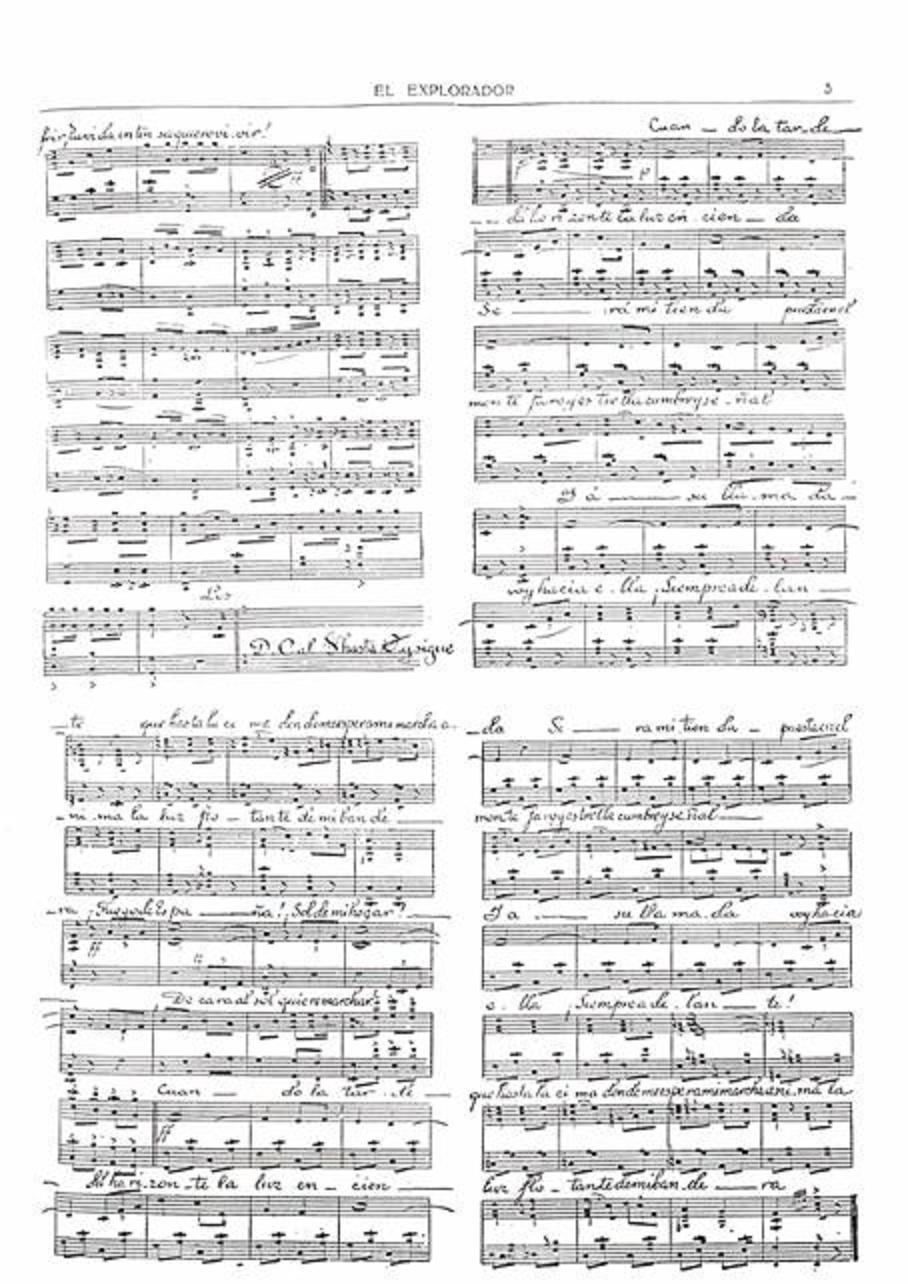
Partitura del himno Hacia el Sol (1924).
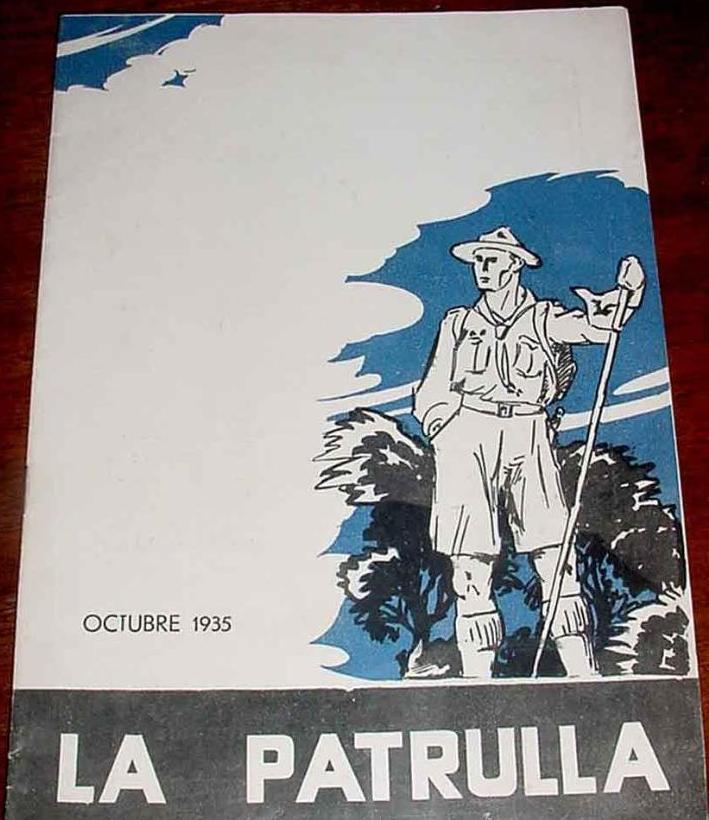
Una portada de la revista La Patrulla, octubre de 1935.
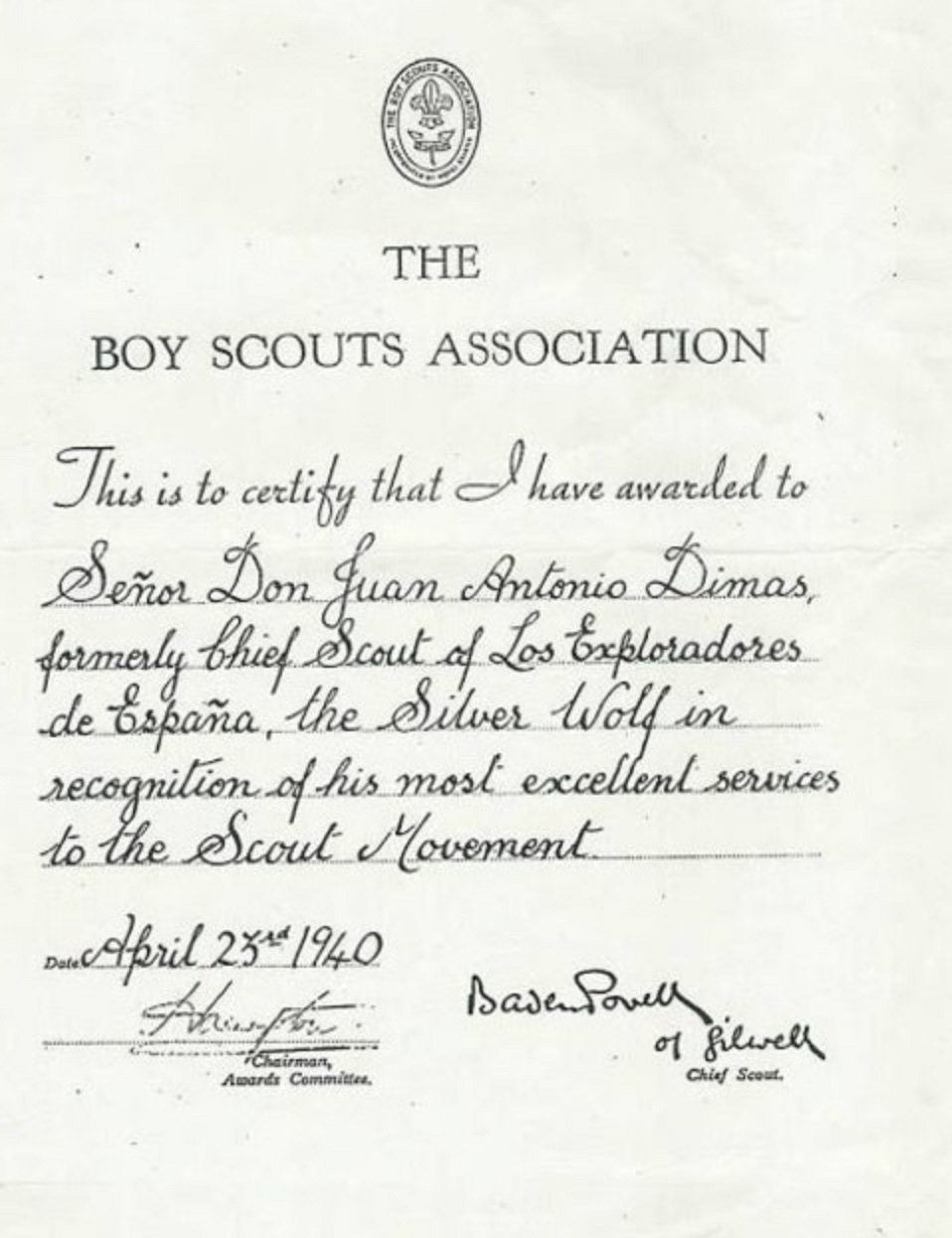
Certificado firmado por Baden-Powell concediendo el Lobo de Plata británico, abril de 1940.
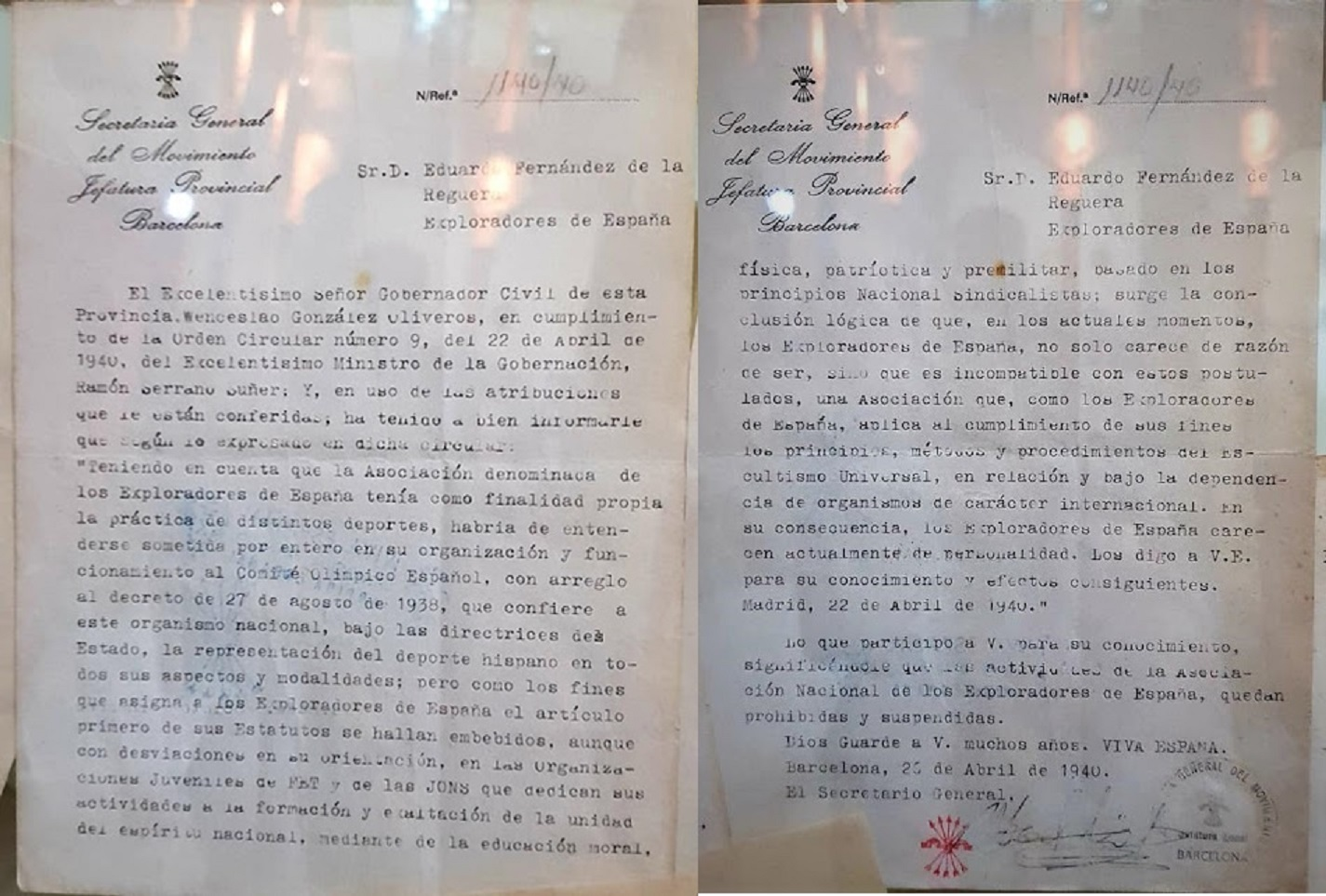
Notificación de la Jefatura Provincial del Movimiento en Barcelona, fechada el 26 de abril de 1940, notificando la suspensión y prohibición de actividades a los Exploradores de España.